# Dorfkirche Heinersdorf (Berlin)
Die Dorfkirche Heinersdorf mit Mauer und Friedhof, deren erste Teile in der zweiten Hälfte des 13. Jahrhunderts errichtet wurden, befindet sich im heutigen Berliner Ortsteil Heinersdorf des Bezirks Pankow. Sie ist eine der über 50 Dorfkirchen in Berlin, die seit den 1980er Jahren unter Denkmalschutz stehen.

## Lage
Die Dorfkirche mit der ersten Adresse Dorfstraße (zu Beginn des 20. Jh.: Kaiser-Wilhelm-Straße, seit 1951: Romain-Rolland-Straße) 54/56 wurde auf dem ehemaligen Dorfanger errichtet. Sie ist weitestgehend geostet.
Wie anfänglich üblich, wurde der Kirchhof in unmittelbarer Nachbarschaft zur Kirche angelegt, von dem einige Teile, vor allem künstlerisch gestaltete eiserne Grabkreuze, erhalten sind. Neben dem Gotteshaus stehen auch das Pfarrhaus, der Friedhof, die umgebende Mauer und der Margaretensaal unter Denkmalschutz.
Das erst Anfang des 20. Jahrhunderts errichtete Pfarrhaus ist über einen eingeschossigen feldsteinernen Flügel direkt mit dem Kirchengebäude verbunden. Er wird von einem gärtnerisch gepflegten Pfarrgarten umgeben, der häufig für Open-Air-Veranstaltungen dient.

## Geschichte
Das nach seinem Gründer, dem Lokator Heinrich, benannte Dorf wurde um 1230 als Straßenangerdorf Heinersdorf als Folge des Landesausbaus auf dem Teltow und dem Barnim, nahe der Stadt Berlin, angelegt. Im Jahr 1319 verkaufte Markgraf Waldemar Heinersdorf an das Heilig-Geist-Spital in Berlin, in dessen Eigentum es bis 1691 blieb. Nach stetigen weiteren Eigentümerwechseln wurde Heinersdorf schließlich 1920 zusammen mit vielen anderen Ortschaften nach Groß-Berlin eingemeindet.
Die Kirchengemeinde des Dorfes gehörte lange Zeit als Filialkirche zur Gemeinde in Weißensee, bevor sie 1905 unabhängig wurde. Die Anzahl der gläubigen Christen und Gemeindemitglieder änderte sich im Laufe der Jahrzehnte häufig. – Seit der Wende und den folgenden kommunalen Änderungen gehört die dörfliche Kirchengemeinde nun zum Evangelischen Kirchenkreis Berlin Nord-Ost und hat etwas mehr als 800 Mitglieder (Stand 2020).

## Baugeschichte

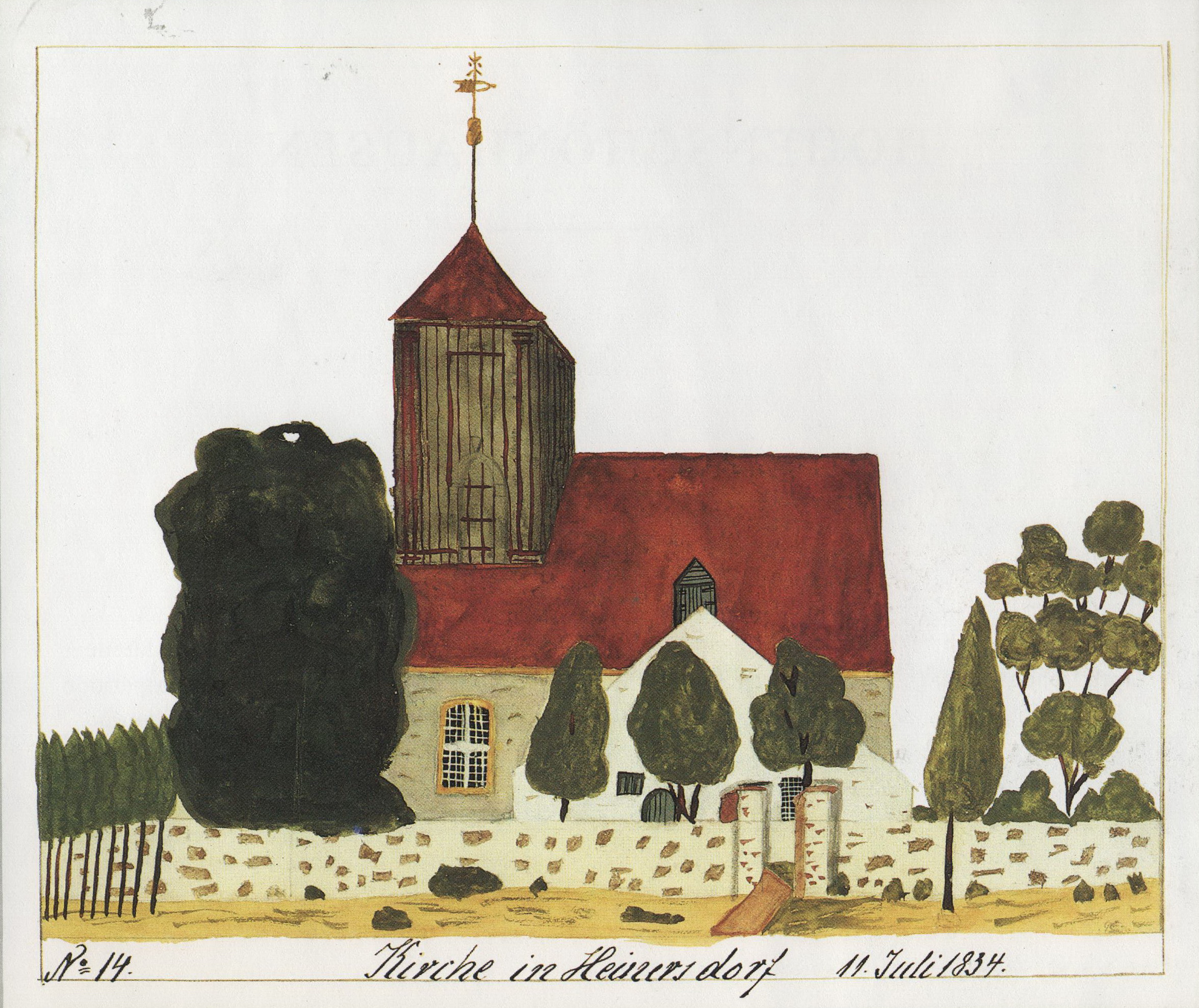
Dorfkirche Heinersdorf im Jahr 1834 mit dem hölzernen Dachturm, Zeichnung von Heinrich Wohler

Der Bau der einschiffigen Feldsteinkirche als Saalkirche, also nur mit Langhaus und ohne Chor, begann in der zweiten Hälfte des 13. Jahrhunderts, wie die in gleichmäßigen Schichten versetzten Feldsteinquader an beiden Langswänden bis zur Sohlbankhöhe der (später veränderten) Fenster zeigen, sowie an der Westseite, sofern sie nicht durch spätere Anbauten verdeckt sind.

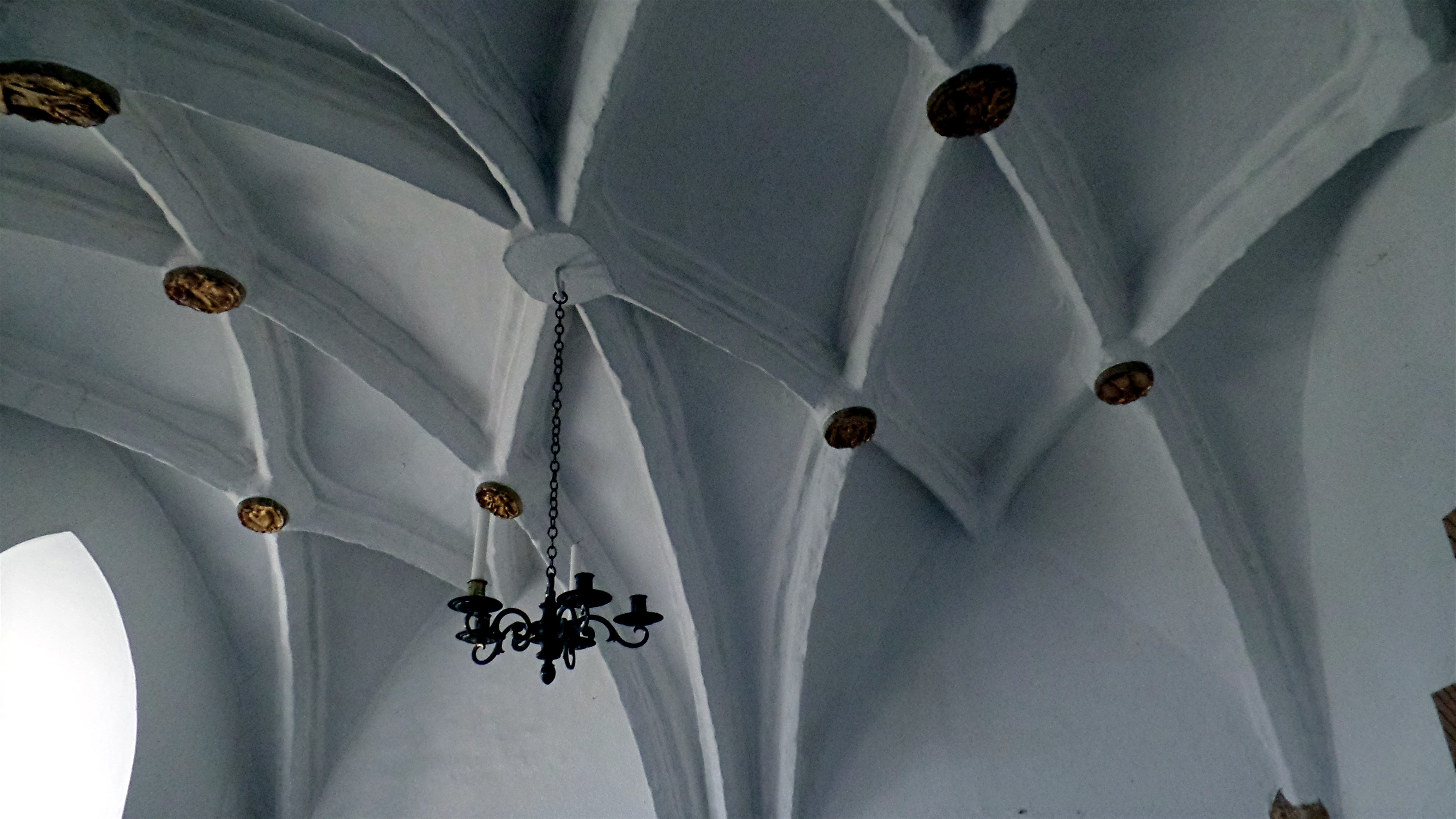
Netzrippengewölbe in der südlich angebauten Kapelle

Ursprünglich besaß die Kirche einen Dachturm. Mitte des 16. Jahrhunderts wurde an der Südwand der Anbau einer Seitenkapelle mit Satteldach quer zu dem des Kirchenschiffs errichtet. Diese Kapelle diente einst als Leichenhaus, dann wurde sie zur Sakristei und seit 1935 ist sie die Trau-Kapelle. Die spätere Erweiterung der Seitenkapelle nach Osten unter dem Schleppdach des Kirchenschiffs ist nicht eingewölbt. Die ursprüngliche Holzbalkendecke des Kirchenschiffs wurde später durch ein Gewölbe ersetzt.
Der Feldsteinsockel des Westturms wirkt mittelalterlich, weil er sorgfältig gequadert ist; er wurde 1893 erneuert. Neben den noch erkennbaren schmalen Spitzbogenfenstern an der Nordwand ist von dem mittelalterlichen Ursprungsbau wenig erhalten. Ein großes Rundbogen-Sprossenfenster wurde zur Hälfte durch den späteren Anbau der Vorhalle verdeckt. Die späteren Um- und Anbauten wie eine Kapelle auf der südlichen Seite erfolgten in Backstein. Im Jahr 1893 wurde im Westen ein querrechteckiger neugotischer Turm anstelle des ersten hölzernen Dachturmes errichtet.
Das Pfarrhaus mit einem Verbindungsgang zum Kirchengebäude wurde 1909 von Robert Leibnitz nach Entwürfen von Carl James Bühring angebaut.
1934/1935 wurde der östliche rechteckige Chor von 1860 nach Süden verlängert und zum Querschiff umgebaut. Das Querschiff ist zirka 20 m lang. Zusätzlich zu der bereits im Westen vorhandenen Empore von 1716 wurden zwei weitere im Querschiff errichtet.
Im Zweiten Weltkrieg wurde die Kirche nur leicht beschädigt, es mussten auch keine Orgelpfeifen oder Glocken als Metallspende des deutschen Volkes abgeliefert werden.

## Architektur

### Außen
Der Kirchturm verfügt über ein quergestelltes Satteldach und einen kupfergedeckten Dachreiter. Seine Grundfläche ist fast quadratisch mit Seitenlängen von etwa 4,50 m. Im Turm hängen drei Bronzeglocken, davon zwei aus dem 16. Jahrhundert. Schallluken auf allen vier Seiten und eine darunter eingebaute Kirchturmuhr vervollständigen das Äußere des Turmes
Die Nordfassade des Langhauses zeigt zwei zugesetzte spätgotische Fenster mit Backsteinrahmung, darunter eines mit Zwillingsbogenabschluss.
Das gesamte Dach des Bauwerkes ist mit roten Dachziegeln gedeckt.

### Innen

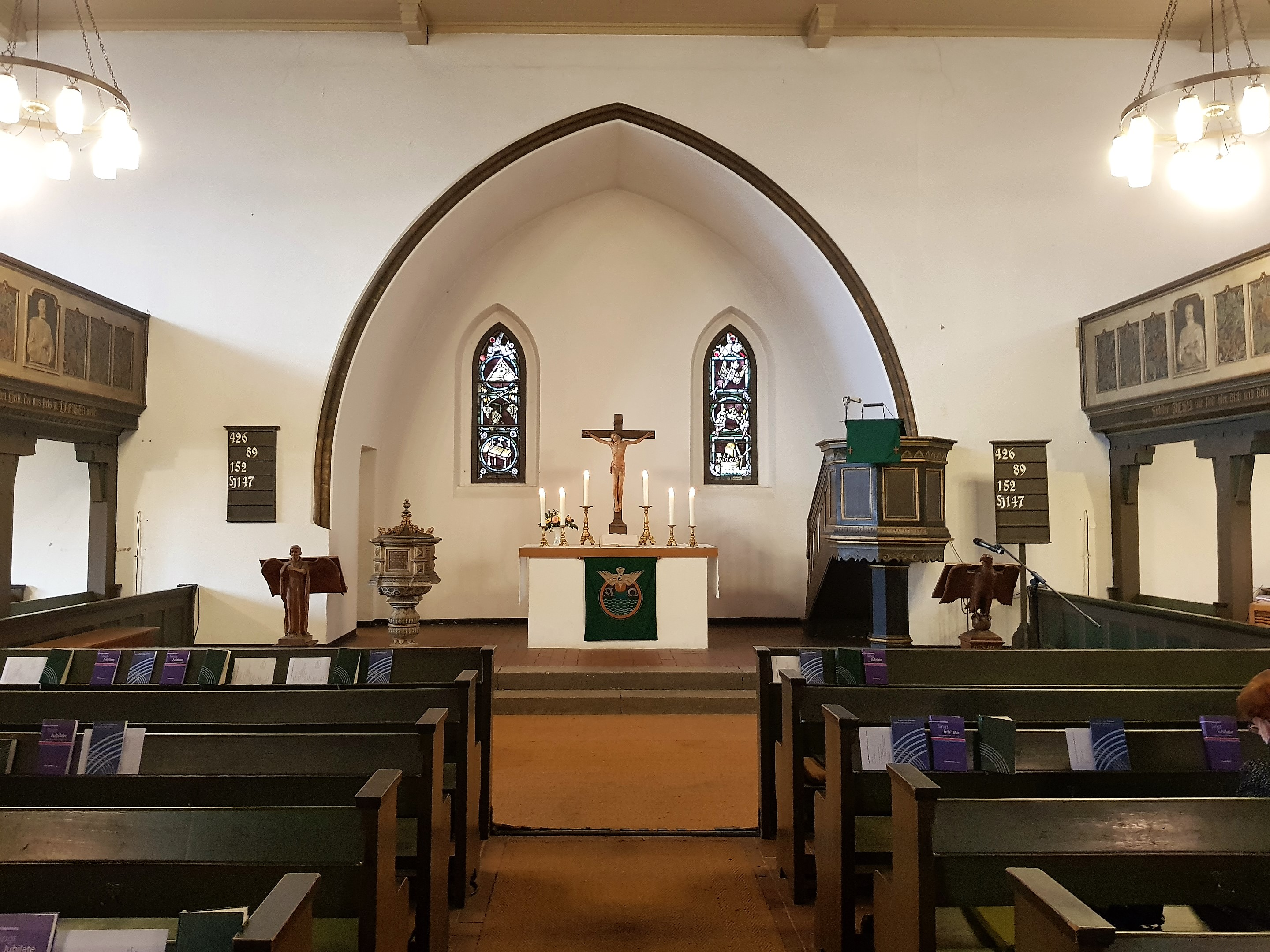
Innenraum, Blick zum Chor (2021), an der Südempore ist ein Relief von Lukas und der Nordempore von Markus erkennbar

Im Innern ist das Gotteshaus mit einem Netzgewölbe auf Engelskonsolen überspannt. Der Schlussstein ist mit Medaillons verziert.
In den zwei Fenstern im Chor im Osten befinden sich Glasmalereien von Charles Crodel, die im Jahr 1946 die im Krieg zerbrochenen Kirchenfenster ersetzten. Der Chor selbst ist eine flache spitzbogige Nische, deren Wandflächen, ebenso wie die seitlichen Kirchenwände, geweißt sind.

## Ausstattung

### Altar, Taufbecken, Kanzel
Der Altar ist schlicht gehalten und stellt im Wesentlichen einen Altartisch dar. Dieser ist mit einem Antependium geschmückt, das eine ornamentale Darstellung des heiligen Geistes in Form einer Taube sowie die Buchstaben Alpha und Omega zeigt.
An der flachen geweißten Wand des Chores hängt ein Kruzifix.
Das pokalförmige Taufbecken auf Balusterfuß aus Kalkstein datiert von 1621. Die 1629 gestiftete Taufschale ist eine Nürnberger Arbeit aus Messing mit einem Flachrelief von Adam und Eva unter dem Baum der Erkenntnis. Der hölzerne Deckel wird von zwei delphinartigen Fabelwesen geziert. In den durch Pilaster getrennten Feldern am Taufbecken sind Bibelverse auf diamantiertem Untergrund eingelassen.
Früher nutzte der Pfarrer die erhaltene hölzerne Kanzel, heute dienen ihm die Ambos, die zur Besucherseite hin mit einem Engel bzw. mit einem fliegenden Adler verziert sind.

### Bänke, Schmuck, Emporen
Die Kirchenbänke sind aus Holz gefertigt und zu mindestens 15 Reihen im Andachtsraum aufgestellt. Sie bilden einen freien Mittelgang. Somit hält der Hauptraum Sitzplätze für mehr als 200 Besucher bereit.
Auf der Westempore ist die Kirchenorgel installiert. Teile der Empore sind mit dem Jahr 1716 datiert. Die Balustrade ist mit geschnitzten floralen Ornamenten durchgängig verziert. Am unteren Rand ist ein Bibelwort eingeschrieben: „Es werden nicht alle, die zu mir sagen Herr, Herr! in das Himmelreich kommen, sondern die den Willen tun meines Vaters im Himmel.“
An den südlichen und nördlichen Kirchenwänden sind im Querschiff neben dem Chor ebenfalls kurze hölzerne Emporen eingebaut. Sie zeigen den gleichen Balustradenschmuck, tragen jedoch in ihrer Mitte je ein Relief eines der vier Evangelisten.
Die innere Kirchendecke ist aus flachen naturbelassenen Hölzern zusammengefügt und hat ein trapezförmiges Profil. An der Kirchendecke hängen beiderseits des Spitzbogens zum Chor Kronleuchter.

### Weitere Ausstattungsgegenstände
- Kelch und Patene von 1691[2]
- Weihnachtskrippe aus dem 15. Jahrhundert

## Orgeln

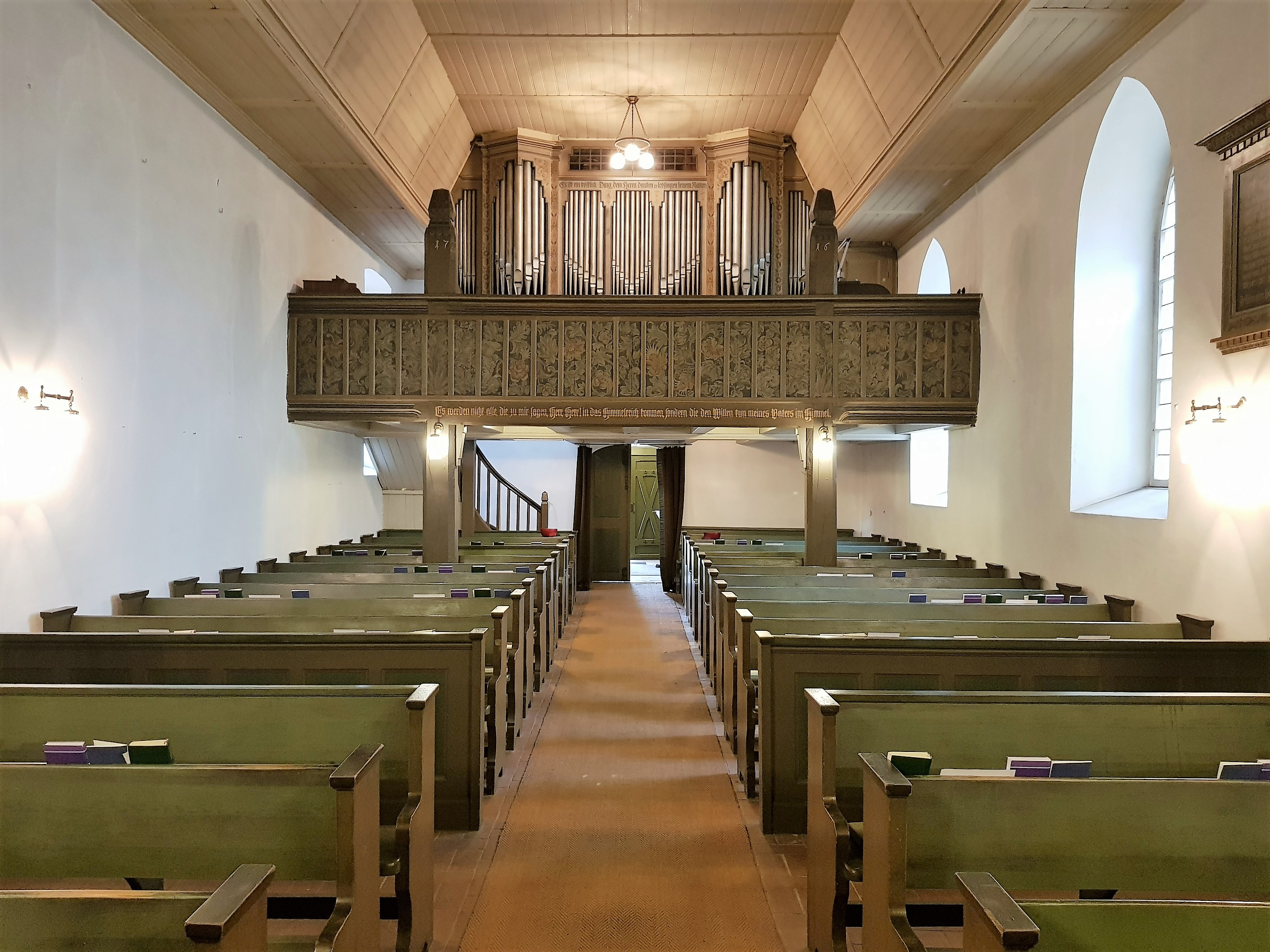
Innenraum, Blick zur Orgel

Die zweimanualige Orgel mit 17 Registern stammt aus dem Jahr 1935 und wurde von der Potsdamer Firma Schuke gebaut. Des Weiteren besitzt die Kirchengemeinde eine dreiregistrige Truhenorgel des gleichen Erbauers.
Die Schuke-Orgel war ein Neubau (opus 145) und ersetzte ein Kirchenmusikinstrument der Gebrüder Dinse aus dem Jahr 1893.
Orgeldisposition
| I. Hauptwerk C–f3 |              |       |
| 1.                | Principal    | 08′   |
| 2.                | Bourdon      | 16′   |
| 3.                | Gemshorn (2) | 08′   |
| 4.                | Gedact       | 08′   |
| 5.                | Octave       | 04′   |
| 6.                | Quinte       | 2 ⁄3′ |
| 7.                | Octave       | 02′   |
| 8.                | Cornet, ab c | 3f    |
| 9.                | Mixtur       | 2-4f  |

| II. Oberwer C–g3 |                 |     |
| 10.              | Geigenprincipal | 08′ |
| 11.              | Gedact          | 16′ |
| 12.              | Salicional      | 08′ |
| 13.              | Rohrflöte       | 08′ |
| 14.              | Spitzflöte      | 04′ |
| 15.              | Flauto dolce    | 04′ |
|                  | Tremulant       |     |

| Pedal C–d1 |            |     |
| 17.        | Subbass    | 16′ |
| 18.        | Bassflöte  | 08′ |
| 19.        | Blockflöte | 02′ |
| 20.        | Posaune    | 16′ |
| 21.        | Krummhorn  | 08′ |

- Koppeln: II/I, I/P, II/P

Die Truhenorgel verfügt über die Register (Manual C–g3): Gedackt 8′; Flöte 4′ und Prinzipal 2′.

## Glocken

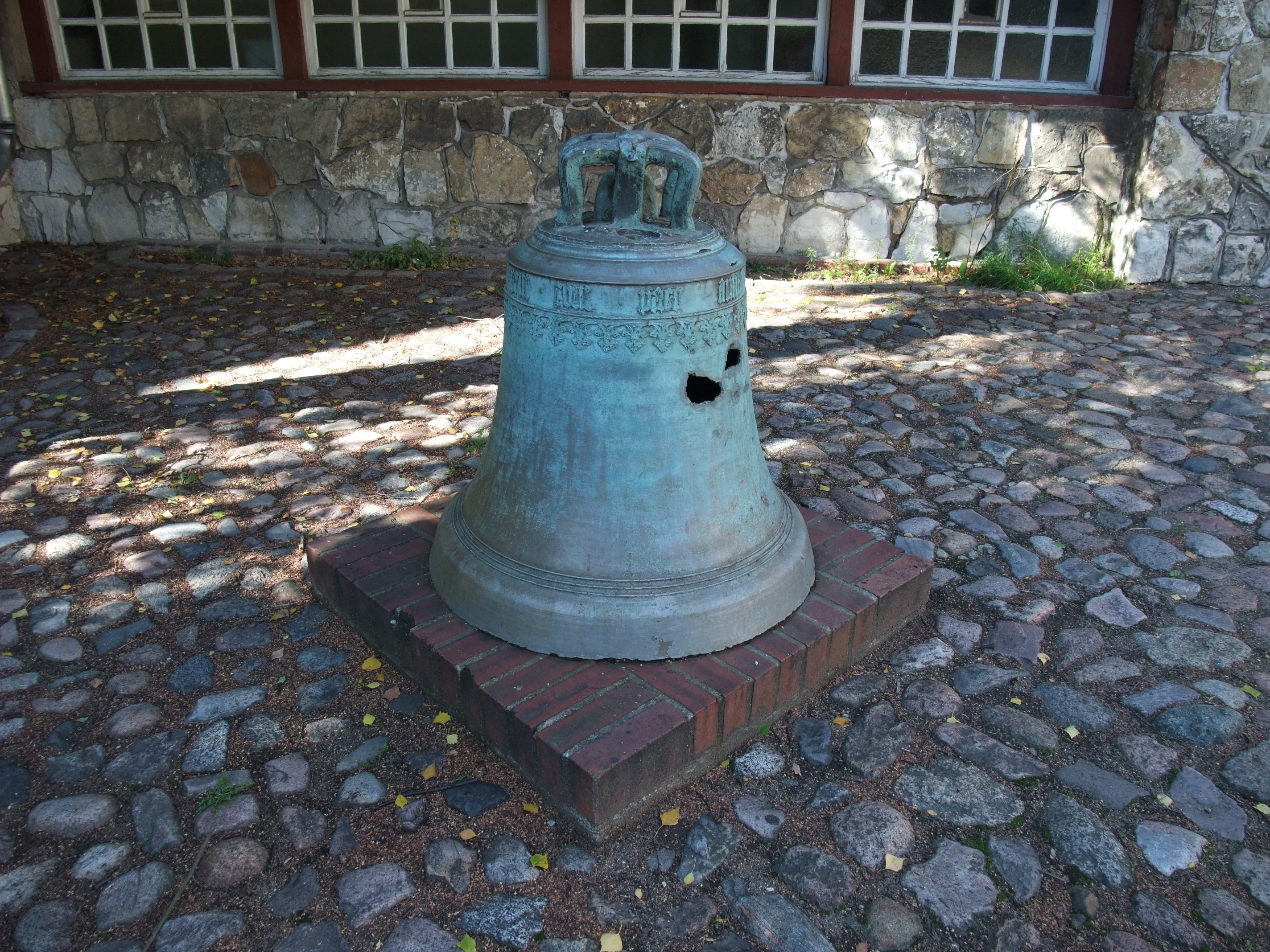
Ehemalige Kirchenglocke auf dem Pfarrhof, anno 2010

Von den drei ursprünglichen Kirchenglocken aus den Gussjahren des 13. und 16. Jahrhunderts hängen noch zwei im Turm. Am Ende des Zweiten Weltkriegs wurde die große Glocke durch Einschüsse stark beschädigt und in den 1970er Jahren auf dem Pfarrhof im Freien abgestellt. Erst nach 1990 ersetzte eine neu gegossene Glocke die abgehängte.
Die beschädigte Glocke wurde im Juli 2023 durch (bisher unentdeckte) Täter vom Pfarrhof gestohlen. Da sie aus reiner Bronze besteht, hat sie einen hohen Materialwert (Ankaufpreis im Juli 2023 etwa elf Euro pro Kilogramm, je nach Mischungsverhältnis Kupfer zu Zinn leicht schwankend), also rund 5500 Euro. Der Glockenartefakt kann aber auch auf dem Kunstmarkt angeboten werden, wo er wohl einen deutlich höheren Preis erzielen würde.
Die größte Glocke verfügt über Medaillons, die die Evangelisten zeigen.
| Lfd. Nr. | Jahr                     | Gewicht in kg | unterer Durchmesser in cm | Schlagton | Gießerei                                        | Material, Inschrift und sonstiges |
| -------- | ------------------------ | ------------- | ------------------------- | --------- | ----------------------------------------------- | --- |
| 1        | 1513                     | 422           | 94                        | g1        | ?                                               | Bronze; Inschrift mit gotischen Minuskeln zwischen glatten Reifen in einer Zeile lautet: O ex glori(a)e; c(h)riste veni cum pace anno mccccc(XIII); wegen Kriegsbeschädigung um 1970 auf dem Pfarrhof abgestellt |
| 2        | 1520                     | 320           | 83                        | h1        | ?                                               | Bronze; Krone abgebrochen; die Inschrift zwischen glatten Reifen lautet: Anno dom(in)o mccccc(XX) |
| 3        | 1280 (um)                | 140           | 63                        | g2        | ?                                               | zwischen Reifen kleine Reliefs und Medaillons, |
| 4        | 1946 und 1950 (zwischen) | 422           | 94                        | g1        | Märkische Glockengießerei Voss in Hennickendorf | Bronze; Nachguss für die große Glocke (Nr. 1); zusätzliche Inschrift auf der Glockenflanke: Mich goß Mstr. Voß, No 3656 weiteres Inschriftband, das nicht mehr entzifferbar ist, vermutlich wie das Original     |